# Marie Ferdinand-Harris
Marie Catherine Ferdinand-Harris (ur. 13 października 1978 w Miami) – amerykańska koszykarka występująca na pozycji rozgrywającej oraz rzucającej.

## Osiągnięcia
Na podstawie, o ile nie zaznaczono inaczej.
NCAA
- Uczestniczka:
  - turnieju Women's National Invitational Tournament Final Four (1998)
  - rozgrywek NCAA:
    - Sweet Sixteen (1999)
    - Elite Eight (2000)
- Zaliczona do:
  - I składu:
    - All-American (2001 przez Kodaka)
    - konferencji Southeastern (SEC – 2001)

  - II składu All-American (2001 przez AP, Women’s Basketball Journal)
  - Galerii Sław Sportu uczelni Luizjana State (2007)[6]
- Zawodniczka tygodnia:
  - Luizjany (22.01,2001)
  - National Star (18.12.2000 – womenscollegehoops.com)
  - konferencji SEC (18.12.2000)

Drużynowe
- Mistrzyni:
  - Konferencji Południowej FIBA Europa (2005)
  - Polski (2002)
  - Rosji (2004)
- Wicemistrzyni:
  - Pucharu świata FIBA (2003 z zespołem WNBA Select Team)
  - Euroligi (2002)
  - Eurocup (2005)
  - Turcji (2005)
- Zdobywczyni pucharu:
  - Turcji (2005)
  - Prezydenta Turcji (2005)

Indywidualne
- Uczestniczka meczu gwiazd:
  - PLKK (2001)[7]
  - WNBA (2002, 2003, 2005)
- Liderka WNBA w:
  - liczbie celnych (176) i oddanych (223) rzutów wolnych (2003)
  - skuteczności rzutów wolnych (2011 – 97,4%)

Reprezentacja
- Zdobywczyni Pucharu Jonesa (2000)[8]